# Wielena plamowstęg
Wielena plamowstęg (Hamearis lucina) – owad z rzędu motyli, z rodziny wielenowatych (Riodinidae).

## Wygląd
Rozpiętość skrzydeł od 28 do 30 mm, dymorfizm płciowy niezbyt wyraźny: samice są zwykle trochę większe od samców.

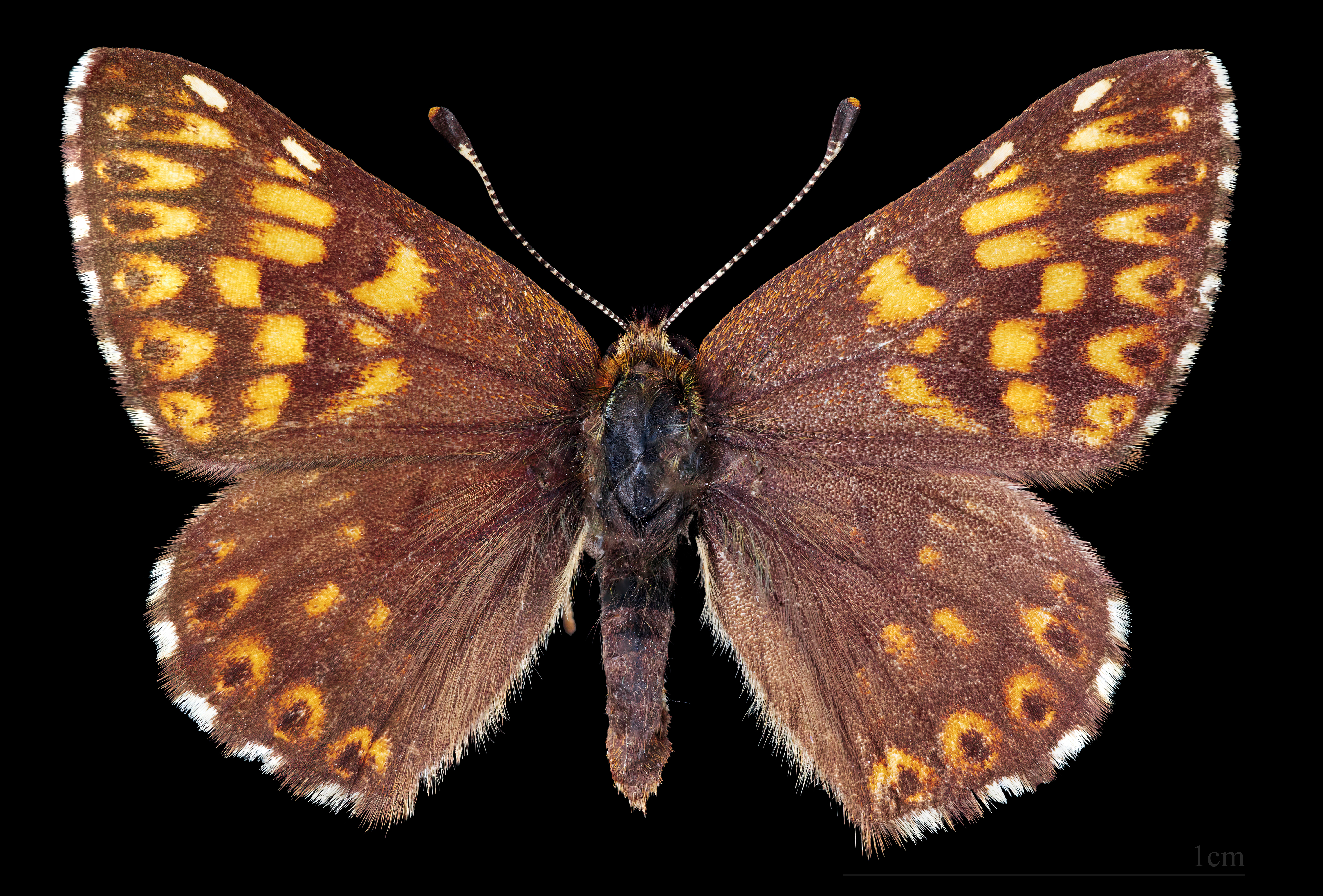
Hamearis lucina ♂
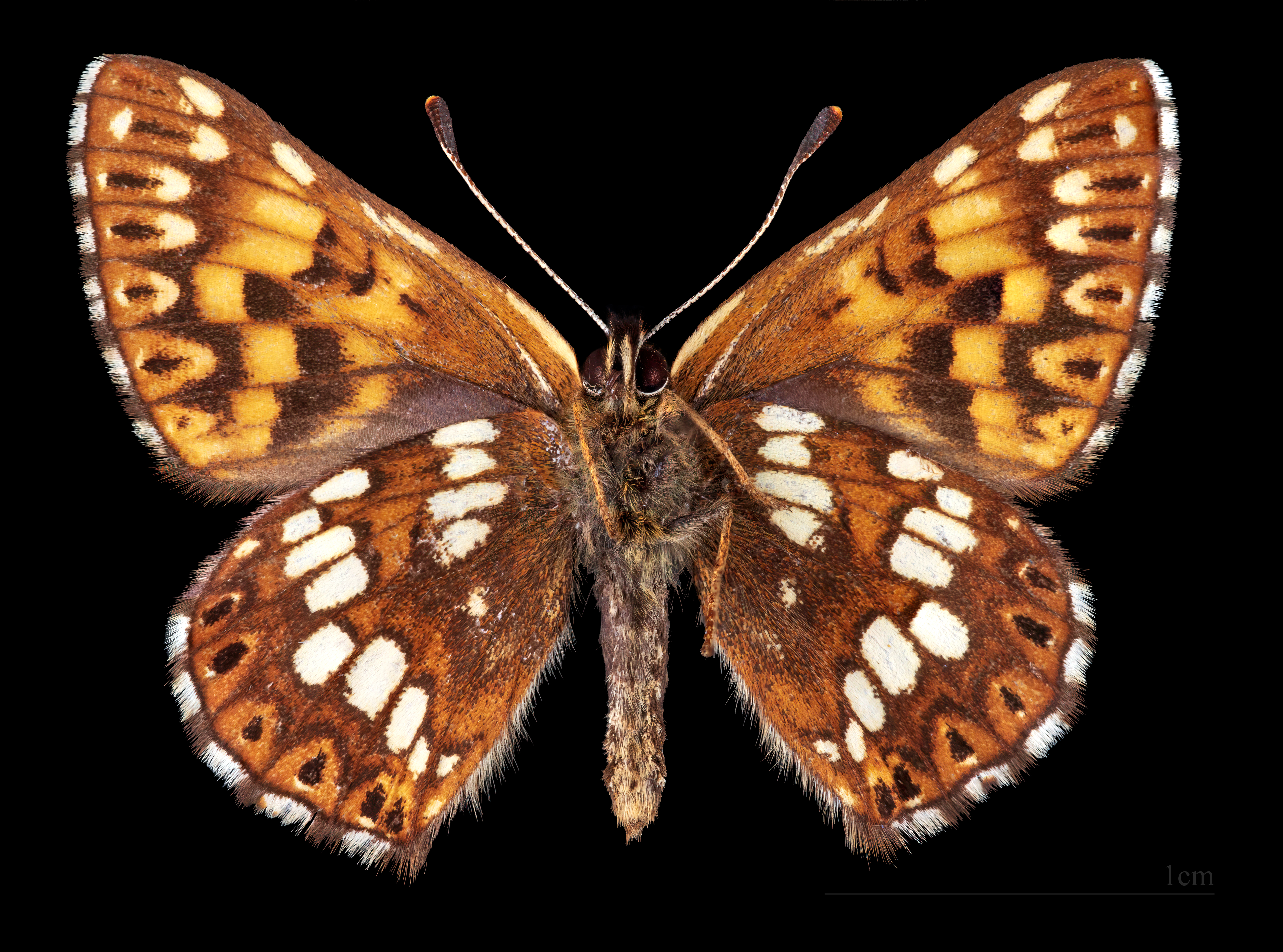
Hamearis lucina ♂   △
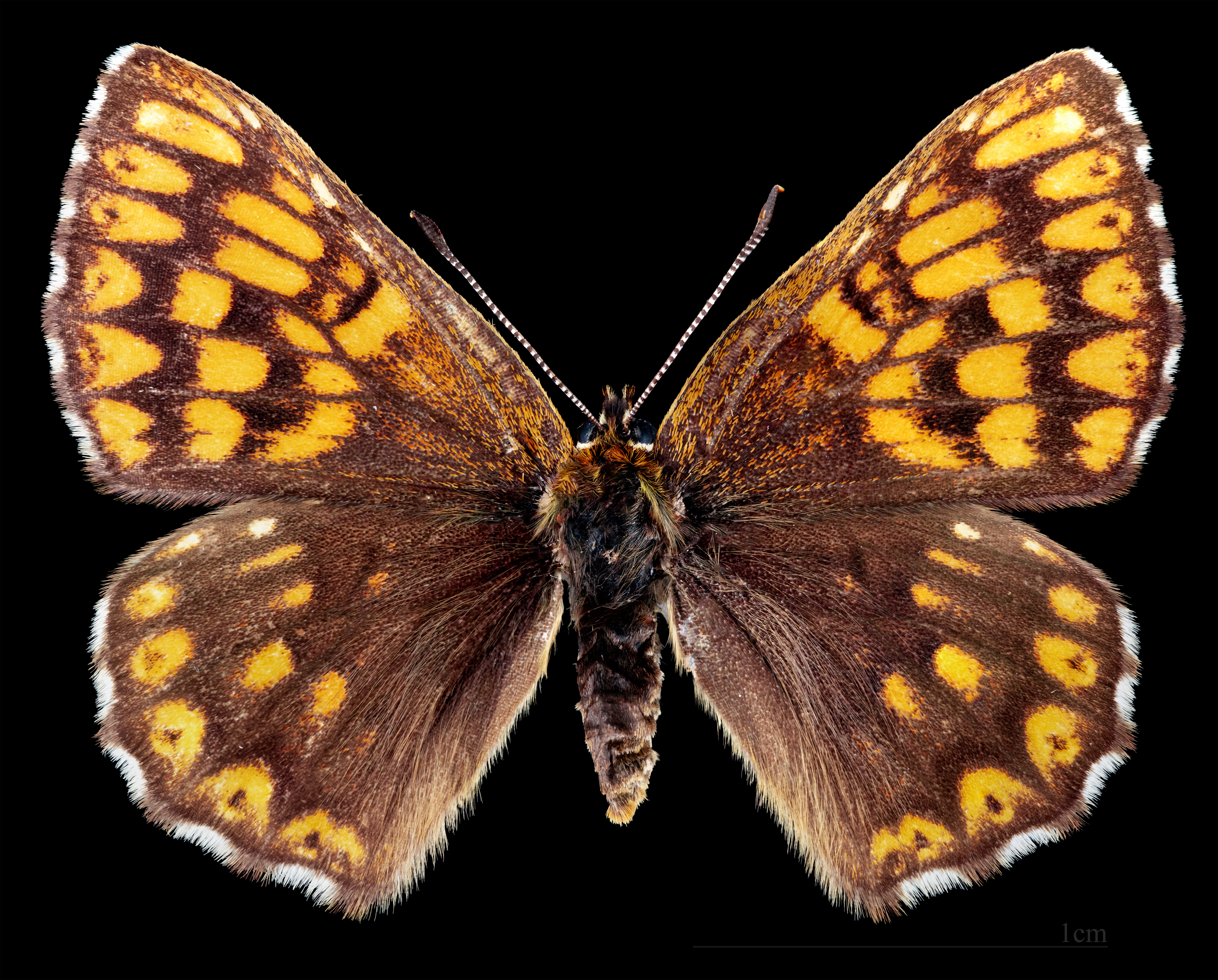
Hamearis lucina ♀

## Siedlisko
Kwieciste leśne polany, skraje lasów, leśne drogi, łąki porośnięte krzewami.

## Biologia i rozwój
Wykształca jedno pokolenie w roku (połowa maja-połowa czerwca). Rośliny żywicielskie: pierwiosnek lekarski i pierwiosnek wyniosły. Jaja składane są pojedynczo, lub w skupieniach na spodniej stronie liści roślin żywicielskich. Larwy wylęgają się po 10 dniach, żerują nocą. Poczwarka zimuje.

## Rozmieszczenie geograficzne
Gatunek o zasięgu europejskim; w Polsce występuje w rozproszeniu we wschodniej i południowej części kraju, a także w okolicach Poznania. Gatunek rzadki i zanikający.